# Gallische Sprache
Das Gallische oder Gallisch ist eine keltische Sprache, die im Altertum in Gallien gesprochen wurde. Die gallische Sprache ist die am besten belegte der fünf festlandkeltischen Sprachen, die heute alle ausgestorben sind. Gallisch als Sprachbezeichnung ist mindestens seit Aulus Gellius (ca. 180 nach Christus) belegt.

## Verbreitung und Quellen
Im engeren Sinne war Gallisch die Sprache, die von den keltischen Bewohnern Galliens (dem heutigen Frankreich, Luxemburg, Belgien, dem größten Teil der Schweiz, Norditalien sowie den westlich des Rheins gelegenen Teilen der Niederlande und Deutschlands) gesprochen wurde. Im weiteren Sinne umfasst es auch Varianten des Keltischen, die in weiten Teilen Mitteleuropas ("Norisch"), in Teilen des Balkans und in Anatolien ("Galatisch") gesprochen wurden und von denen man annimmt, dass sie eng miteinander verwandt waren. Auch das stärker abweichende Lepontische in Norditalien wird manchmal unter Gallisch subsumiert.
Die gallische Sprache wurde laut Caesars Commentarii de Bello Gallico von verschiedenen keltischen Volksstämmen in Teilen des heutigen Frankreichs bis zur Seine und Marne und in der Schweiz am Oberrhein gesprochen. Einige wenige beschriftete Gegenstände (instrumenta) befinden sich außerdem nördlich der Seine (bis ins heutige Belgien) und in Norditalien. In Norditalien belegen Inschriften eine verwandte Sprache, das Lepontische.
Die frühesten Belege der gallischen Sprache werden auf das 4. Jahrhundert v. Chr. datiert, etwa im 3. Jahrhundert n. Chr. brechen die Belege ab. Die keltischen Stämme erfanden keine eigene Schrift, sondern übernahmen die Alphabete ihrer Nachbarn. So sind gallische Inschriften in zwei Alphabeten erhalten: zunächst griechische Schriftzeichen im Umland der griechischen Kolonie Massalia (Marseille) und, nach Ankunft der Römer, lateinische Schriftzeichen.
Erhalten sind in gallischer Sprache eine Anzahl steinerner Inschriften (oft Weihinschriften und zum Teil zweisprachig: Latein und Gallisch), eine Vielzahl kurzer Graffiti auf Tonscherben (häufiges Muster: „X hat dies gemacht“), eine Anzahl bleierner Fluchtäfelchen, der Kalender von Coligny und einige weitere. Diese machten eine relative gute Rekonstruktion des Gallischen möglich, wobei die Sprache wohl immer eine so genannte Trümmersprache bleiben wird, da u. a. nur sehr wenige Verbformen, Adjektive usw. erhalten sind.

## Sprachliche Merkmale
Das Gallische ist sprachwissenschaftlich vor allem deshalb von großer Bedeutung, da es die aus dem Indogermanischen über das Gemeinkeltische ererbten Endungen fast vollständig erhält. Formal hat es daher eine gewisse Ähnlichkeit mit dem Urgermanischen, Lateinischen und anderen alten Sprachen. In der (heute nicht mehr allgemein gängigen) Unterscheidung der keltischen Sprachen in q-keltische und p-keltische Sprachen zählt das Gallische zum P-Keltischen. Der Name einer Pferdegöttin lautet beispielsweise Epona (vgl. Latein equus „Pferd“, aber auch griechisch hippos „Pferd“). Das Gallische wie auch das Lepontische und das Galatische steht von den inselkeltischen Sprachen der britannischen Gruppe nahe. Sprachwissenschaftler wie Karl Horst Schmidt gehen sogar von einer gallo-britannischen Untergruppe innerhalb der keltischen Sprachen aus. Von den inselkeltischen Sprachen unterscheidet sich das Festlandkeltische jedoch vor allem durch die Neigung zu Anlautmutationen und den frühen Wegfall der ererbten Endungen in der ersten Gruppe.

## Sprachbeispiele

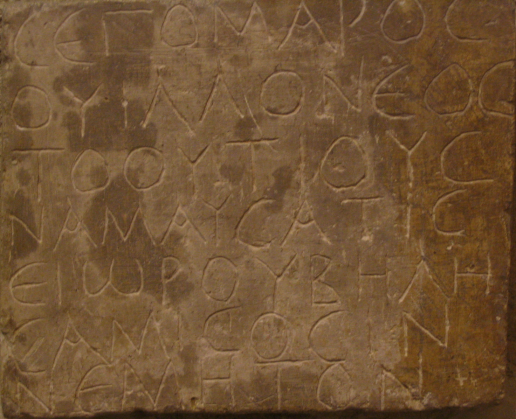
Gallischer Text im griechischen Alphabet. Gefunden bei Nîmes, heute im Museum Calcet in Avignon

Beim zweiten Beispiel handelt es sich um eine Inschrift in römischen Großbuchstaben.
| Gallisch |  | Deutsch |
| --- |  | --- |
| Segomaros Villoneos toutius namausatis eioru Belesamin sosin nemeton. MARTIALIS DANNOTALI IEVRV VCVETE SOSIN CELICNON ETIC GOBEDBI DVGIIONTITO VCVETIN IN ALISIIA |  | Segomaros, Sohn des Villonos (oder Villu), Bürger von Nîmes, hat der (Göttin) Belesama dieses Heiligtum gestiftet. Martialis, der Sohn des Dannotalus, hat dem Ucuetis dieses Heiligtum geweiht und die Metallurgen, die den Ucuetis in Alesia verehren. |